# Aaron Reinig
Aaron Reinig (* 20. Februar 1996 in Bad Nauheim, Deutschland) ist ein deutsch-US-amerikanischer Eishockeyspieler, der seit 2023 beim EHC Bayreuth unter Vertrag steht.

## Karriere
Aaron Reinigs Vater Dale spielte in den 1980er- und 1990er-Jahren als Profi bei verschiedenen Vereinen in Deutschland. Während seiner Zeit beim EC Bad Nauheim wurde sein Sohn Aaron Reinig in Bad Nauheim geboren.
Reinig, der über die deutsche und die US-Staatsbürgerschaft verfügt, spielte für die Buffalo Jr. Sabres zunächst in der Liga Tier 1 Elite Hockey League (T1EHL), dann in der Ontario Junior Hockey League (OJHL).
Ende Mai 2017 unterschrieb Reinig beim ESV Kaufbeuren aus der DEL2 seinen ersten Profivertrag. In der Sommerpause 2018 wechselte er zum deutschen Oberligisten Crocodiles Hamburg, Er verließ die wirtschaftlich angeschlagenen Hamburger zum Jahresende 2018 und nahm ein Angebot des Deggendorfer SC (DEL2) an.
Im April 2019 wurde er vom EC Bad Nauheim verpflichtet. Während der Vorbereitung auf die Saison 2019/20 riss er sich das Kreuzband und fiel für den Rest der Spielzeit aus.
2023 wechselte er aus Rosenheim zum EHC Bayreuth.